# 개발지리학
개발지리학(development geography)은 주민의 생활 수준과 삶의 질을 나타내는 지리학의 한 분야이다. 이러한 맥락에서 개발은 사람들의 삶에 영향을 미치는 변화의 과정이다. 이는 변화를 겪고 있는 사람들이 인식하는 삶의 질 향상을 포함할 수 있다. 그러나 개발이 항상 긍정적인 과정은 아니다. 군더 프랭크(Gunder Frank)는 저개발의 발전을 초래하는 글로벌 경제 세력에 대해 논평했다. 이것은 그의 종속 이론에서 다루고 있다.
개발지리학에서 지리학자는 개발의 공간 패턴을 연구한다. 지리학자는 경제적, 정치적, 사회적 요인을 살펴봄으로써 어떤 특성으로 발전을 측정할 수 있는지 찾으려고 노력한다. 지리학자는 다양한 개발의 지리적 원인과 결과를 모두 이해하려고 노력한다. 연구에서는 경제적으로 선진국(MEDC)과 경제적으로 덜 개발된 국가(LEDC)를 비교한다. 또한 이탈리아 북부와 남부의 차이점인 메조조르노(Mezzogiorno)와 같은 국가 내 변형도 살펴본다.

## 같이 보기
- 문화지리학
- 환경 결정론